# Timo Kastening
Timo Kastening (født 25. juni 1995) er en tysk håndboldspiller for MT Melsungen og det tyske landshold.
Han repræsenterede Tyskland ved EM i håndbold for mænd i 2020 og ved verdensmesterskabet i håndbold for mænd i 2021.